# Dmitri Vasíliev (biatleta)
Dmitri Vladímirovich Vasíliev –en ruso, Дмитрий Владимирович Васильев– (San Petersburgo, 8 de diciembre de 1962) es un deportista soviético que compitió en biatlón.
Participó en dos Juegos Olímpicos de Invierno, obteniendo una medalla de oro en cada edición, Sarajevo 1984 y Calgary 1988, ambas en la prueba de relevos. Ganó dos medallas en el Campeonato Mundial de Biatlón, oro en 1986 y plata en 1987.

## Palmarés internacional
| Juegos Olímpicos   | Juegos Olímpicos             | Juegos Olímpicos | Juegos Olímpicos |
| Año                | Lugar                        | Medalla          | Prueba           |
| ------------------ | ---------------------------- | ---------------- | ---------------- |
| 1984               | Sarajevo (Yugoslavia)        | Medalla de oro   | Relevos          |
| 1988               | Calgary (Canadá)             | Medalla de oro   | Relevos          |
| Campeonato Mundial |                              |                  |                  |
| Año                | Lugar                        | Medalla          | Prueba           |
| 1986               | Oslo (Noruega)               | Medalla de oro   | Relevos          |
| 1987               | Lake Placid (Estados Unidos) | Medalla de plata | Relevos          |